# Ana Mircea-Ferencz
Ana Mircea-Ferencz (n. 12 iulie 1953, Miercurea Ciuc -- d. ? ) a fost un demnitar comunist român de origine maghiară. Ana Mircea-Ferencz a fost membru de partid din 1974 și  membru în Marea Adunare Națională în sesiunile din perioada 1980-1989. Profesia sa de bază era tricoteză. Ana Mircea-Ferencz a fost membru supleant al CC al PCR în perioada 1984 - 1989. 

## Studii
- Liceul;
- Institutul pentru Pregătirea Cadrelor în Problemele Social-Politice la Academia de științe Social-Politice „Ștefan Gheorghiu“ (1984).